# Synegia saturata
Synegia saturata är en fjärilsart som beskrevs av West 1929. Synegia saturata ingår i släktet Synegia och familjen mätare. Inga underarter finns listade i Catalogue of Life.